# Adolfo Fernández Leal
Adolfo Fernández Leal (Caborana, 20 d'abril de 1963) és un exfutbolista asturià, que ocupava la posició de migcampista.

## Trajectòria
Va jugar 80 partits i marcar tres gols a primera divisió entre 1988 i 1991, el primer any a les files de l'Elx CF i la resta amb el CE Castelló.